# Coloriuris Colombia
El proyecto Coloriuris en Colombia tiene sus inicios en noviembre del año 2005, cuando los contratos de cesión de derechos de autor fueron adaptados al sistema normativo colombiano -estando operando el sistema ya en algunos países para ese entonces-, pero sería a partir de agosto de 2006 cuando iniciaría la difusión en Colombia con la presentación de ColorIURIS dentro del Ciclo de Tertulias “Ulrich Utenhaghen” del Centro Colombiano de Derechos de Autor y en marzo de 2007 con la composición del equipo ColorIURIS Colombia, siendo el primero a nivel internacional de acercamiento a los usuarios del sistema en los distintos países en que ColorIURIS tiene presencia, complementando -en su momento y hoy junto con los demás países- al equipo principal residente en Zaragoza.

## Sobre Coloriuris
Coloriuris es un sistema internacional de gestión y cesión de derechos de autor con efectos legales en 24 países (Argentina, Bolivia, Brasil, Chile, Colombia, Costa Rica, Cuba, Ecuador, El Salvador, España, Estados Unidos, Guatemala, Honduras, Inglaterra, Irlanda, México, Nicaragua, Panamá, Paraguay, Perú, Portugal, República Dominicana, Uruguay, y Venezuela). Este sistema garantiza a través de un contrato legalmente celebrado entre dos partes que de darse una indebida utilización de los contenidos objeto de la cesión, su titular tendrá una herramienta legal ante un proceso judicial.

## Directores generales
Desde el año 2005 y por designación especial de Pedro Canut, presidente de ColorIURIS International, han ocupado el cargo de directores generales de ColorIURIS Colombia un Abogado y dos Estudiantes de Jurisprudencia referenciados a continuación. Cargo que no sólo les ha ameritado conllevar una gran responsabilidad cómo guías de una tendencia creciente que se ha asentado a nivel mundial desde los cimientos de la Cultura Libre y el modelo de derecho de tradición continental, sino que además les ha permitido ser representantes de una ideología que se antepone a los intereses del monopolio del conocimiento, la ideología de la Sociedad del Conocimiento y la Información, de la cual es padre Peter Drucker.

## 2005 - 2007
Desde la constitución del sistema en Colombia, este ha tenido tres directores, ellos son en primer lugar Álvaro Ramirez Bonilla. Durante su regencia se encargó de presentar ante la comunidad nacional el sistema, presentación que fue acompañada de un primer debate de acercamiento ante el conglomerado profesional de abogados especializados en derecho de autor en Colombia, el CELCOLDA, también estuvo presente en el proceso de evaluación en la formación del segundo equipo especializado, después de ColorIURIS España, en los 25 países en los que el sistema tiene presencia.

## 2007 - 2009
En el mes de marzo del año 2007 toma posición del cargo Iván Vargas. Sus labores cómo director general, además del fortalecimiento institucional y la implementación de políticas exitosas que trajeron como resultado la vinculación de importantes entidades y el establecimiento de convenios, fueron las que le abrieron las puertas al sistema ante la comunidad editorial con más presencia en el continente, motivo por el cual fue disertante en el Congreso Internacional de Publicaciones Universitarias en Iberoamérica, el cual contó con la presencia de las figuras más representativas de este sector a nivel de iberoamérica.

## 2009 - 2011
Posesionado en el 2009, Francisco José Acevedo Caicedo, quien en la actualidad y hasta el año 2011 será el encargado de fijar las directrices en el proceso de posicionamiento mundial del sistema y la ampliación de nuevas rutas. Hoy en día tiene cómo tarea focalizar los resultados ya obtenidos a escala nacional e internacional para proseguir con lo hasta entonces realizado.